# Dark Reign 2
Dark Reign 2 es un videojuego de estrategia en tiempo real 3D desarrollado por Pandemic Studios y publicado por Activision el 30 de junio de 2000. Esta es una precuela al videojuego "Dark Reign: The Future of War" (1997). Este se centra en el conflicto bélico entre la JDA y los Sprowlers. Posee 2 campañas, cada una de un respectivo bando, multijugador y un modo de "acción instantánea" el cual es una partida personalizada del jugador contra el CPU.

## Jugabilidad
Dark Reign 2 presenta tres modos: campaña, multijugador en línea y un modo de acción instantánea. La funcionalidad multijugador permite hasta 32 jugadores a la vez, con cuatro 'conjuntos de reglas "; Gluttony, Protect HQ, Blood Bath y Deathmatch. Blood Bath es un modo en el que gana el primer equipo que mata un cierto número de unidades. Protect HQ (por el más utilizado) es un conjunto de reglas en el que un jugador que pierde su cuartel general durante un cierto período de tiempo (unos tres minutos) pierde. La gula es una condición en la que gana el primer jugador que recolecta una cierta cantidad de recursos. Deathmatch es un conjunto de reglas en el que un jugador que pierde todas sus unidades es derrotado.
Los jugadores pueden crear modificaciones personalizadas para el juego creando archivos de configuración simples y utilizando el software de empaquetado que se puede encontrar en el CD original del juego.
El juego tiene un editor de mapas incorporado y hay varios tutoriales disponibles en Internet para crear tus propios terrenos.

## Historia
Las dos facciones opuestas introducidas en Dark Reign 2 son la Autoridad de Detención Jovia, también conocida como JDA (que evoluciona para convertirse en la facción Imperium) y los Sprawlers (que luego evolucionan para ser la facción Guardia de la Libertad de Dark Reign). Las dos partes están atrapadas en un conflicto que abarca el siglo 26 (y final) de la Tierra. En la Introducción, un Líder de Sprawler que interactúa con el jugador en la campaña de Sprawler cita:
La lucha entre JDA y los Sprawlers es, en esencia, la lucha entre la autoridad y la libertad, el gobierno y el proletariado. A medida que la tierra se tambaleaba hacia el colapso ecológico, la JDA estableció grandes ciudades con cúpulas para proteger a la ciudadanía de las duras condiciones externas. Sin embargo, dejaron atrás a todos aquellos que no sucumbirían a su voluntad dictatorial: los Sprawlers. Los Sprawlers privados de sus derechos quedan así en el mundo exterior, bañados en las duras condiciones de un planeta moribundo y alimentados por la furia explosiva de los rebeldes que luchan por una vida libre bajo el pulgar de un frío señor supremo. Por lo tanto, los Sprawlers luchan desesperadamente por entrar en las ciudades domo, mientras que el JDA sale desesperadamente al 'Sprawl' en descomposición para mantenerlos fuera y en un estado de sumisión.
El jugador puede elegir jugar las campañas JDA o Sprawlers, ambas con similitudes y diferencias con la historia general. Si el jugador elige el JDA, él/ella es un miembro de la fuerza de ataque, guiado por el AI central del JDA, "CYGNET". Si el jugador elige a los Sprawlers, se le conoce como "Sirdar", un nuevo miembro del consejo ansioso por demostrar su valía. Ambas partes están preocupadas por el aumento masivo de la actividad sísmica en todo el mundo que la está consumiendo y la una a la otra. A medida que avanza la historia, ambos lados obtienen acceso a nuevas unidades y estructuras que el jugador deberá usar para continuar y desarrollar estrategias más poderosas.

### JDA Trama
La actividad en la ciudad se está volviendo loca con los astilladores haciendo escaramuzas regulares y colocando baterías antiaéreas que hostigan el tráfico aéreo. La situación en el Sector 13 es la peor. Después de ser derribado por una de las baterías, el primer objetivo de Strike Force es rescatar una base de la destrucción, hacer retroceder las fuerzas de Sprawler y eliminar todas las baterías antiaéreas en el área para que se pueda realizar un ataque aéreo en la base de Sprawler. En el camino, se produce el primer terremoto, casi destruyendo los rescates de la Fuerza de ataque base.
En la próxima misión, la JDA también descubre que el santuario de Togra se ha dañado en el terremoto. Ellos desean investigar. Strike Force captura a un sacerdote Voodun como prisionero y lo obliga a llevarlo al santuario. Pero en el camino, los poderosos pilones Togran impiden el movimiento cuesta arriba sin ser destruidos. Para lidiar con esto, Strike Force despliega infantería aérea para destruir dos generadores de energía Togran para desactivar los pilones y continuar. En el sitio, descubren un extraño artefacto móvil, que se asemeja a una losa antigua en una plataforma flotante. Cygnet indica que las filas superiores desean estudiar el artefacto y ordena a Strike Force que evacue el artefacto a un transportador.
Poco después, la conversación por radio muestra que los planes de evacuación están vigentes y hay un estado de pánico. En un área de la jungla, una gran fuerza de JDA está evacuando sin autorización y se preocupa principalmente por sí mismos. Sus planes les obligan a abandonar su puesto en una gran puerta motorizada, con el objetivo de evitar que hordas de Sprawlers entren en la zona. Strike Force se envía para lidiar con los cobardes antes de que puedan escapar, lo que es seguido haciendo retroceder a los Sprawlers y construyendo generadores de energía en la puerta, reactivandola. Con el control de JDA en el sector recuperado, el Strike Force se reubica.
En ese momento se descubrió que hay tres artefactos Togran. Strike Force tiene la tarea de recuperar el segundo artefacto escondido en un templo, pero en el camino, encuentra una fuerte resistencia con los cultistas suicidas de origen desconocido, así como con el Barón Samedi, tradicionalmente un poder de Sprawler del Santuario. A pesar de esto, la fuerza de ataque puede localizar y evacuar el artefacto. Después, el desafío está en encontrar el tercero. Esto se logra mediante una gran ofensiva en las montañas del Ártico para capturar a Booda Shun, el Sumo Sacerdote de Voodun, quien revela la ubicación del tercer artefacto. Escondido en un sector de la ciudad, Strike Force debe encontrarlo antes que los Sprawlers. El problema no es solo hacer retroceder a los Sprawlers, sino recibir el castigo de los frecuentes terremotos en la zona.
Hacia el final, el plan de evacuación se encuentra en las etapas finales. Sin embargo, el JDA no desea que los artefactos se tomen en manos de los Sprawlers, junto con los Sprawlers que se van con ellos. Intentan destruir los tres artefactos, pero no pueden por tres razones. Primero, se requiere una gran fuerza destructiva para destruirlos. Segundo, tienen que ser destruidos al mismo tiempo. Finalmente, destruir los artefactos traerá el fin del mundo. Durante la etapa final, cuando los últimos ciudadanos de JDA están siendo evacuados, Cygnet solicita que la Fuerza de ataque se sacrifique al quedarse atrás y destruir los artefactos, logrando esto reuniéndolos alrededor de una gran cantidad de plantas de energía atómica antes de detonarlos. Termina con la derrota de los Sprawlers, la salvación de la JDA como el Imperio, la destrucción de la Tierra y la pérdida de la Fuerza de ataque. Esto lleva a la Campaña JDA a un final bastante triste y abrupto. Este es el final canónico y establece el fondo para la precuela de Dark Reign: The Future of War y el paquete de expansión.

### Sprawlers Trama
Los Sprawlers se están quedando sin números y han estado a la defensiva durante mucho tiempo. El consejo se pelea fuertemente por ponerse ofensivo o mantenerse a la defensiva, señalando que no pueden permanecer a la defensiva para siempre. Un nuevo Sirdar (el jugador) comienza ayudándolos en una ofensiva más importante que las escaramuzas de los recientes, pirateando un centro de comunicación que alimenta una propaganda JDA de la zona de la ciudad para que los Sprawlers puedan difundir su propio mensaje. Son los primeros en darse cuenta de que la actividad sísmica en la Tierra está aumentando a escala mundial y se está aprovechando haciendo un ataque en una base paralizada, trayendo su primera victoria.
Durante el terremoto, descubren que el sello de la puerta del santuario de Togra, el laboratorio de investigación del gran Togra, se abrió a pesar de que Togra solo lo puede abrir. Según las leyendas, la ruptura del sello señala el comienzo de una cadena de eventos. Los Sirdar deben enviar fuerzas a través de montañas heladas para rescatar al sumo sacerdote de Voodun, Booda Shun, del cautiverio de JDA y llevarlo al santuario para que pueda examinar el sitio.
Después de interpretar el sitio, Booda Shun trae noticias inquietantes. La ruptura del sello indica que el tiempo de la Tierra es limitado y "el planeta está rodando hacia un colapso catastrófico", lo que traerá el final de todo. Durante la misión anterior, las fuerzas de JDA estaban husmeando el sitio, lo que indica que pueden haber encontrado algo o están haciendo planes. Sirdar recibe la orden de piratear la cercana estación de retransmisión Cygnet para ver qué tiene en mente el JDA. Después de infiltrarse en la estación a pesar de la fuerte resistencia antes y después, la estación es destruida y el consejo revisa la información.
Los planes revelan que la JDA está reubicando a un gran número de ciudadanos en la cúpula central. La actividad en el área está aumentando a tasas fenomenales. El propósito es claro. Los JDA se están preparando para evacuar la Tierra, dejando atrás a los Sprawlers. El consejo está indignado. Como dice un miembro: "Primero arruinan el planeta y luego nos dejan morir con él". Él declara la muerte a la JDA y pregunta quién está con él. Con esto, todo el consejo se une y deja atrás sus disputas. Pero encuentran que la cúpula podría haber sido atacada fácilmente hace años. Debido a lo difícil que es penetrar la vía directa en el momento actual, encuentran que la única vía posible es a lo largo de la costa, que atraviesa dos sub-facciones, conocidas como Breks y Judas.
El Sirdar está encargado de liderar el camino. Después de asegurar el río y ganar la confianza de los Breks, gracias a las nuevas tecnologías aéreas y acuáticas, encuentran que la JDA tiene una instalación de armas secretas no muy lejos de la inteligencia de sus nuevos aliados. Un prototipo de bomba móvil se encuentra afuera. Sirdar, si tiene cuidado, puede hacer tres copias del prototipo, aunque solo se requiere una. Luego, los dispersores ayudan a los Judas a eliminar a las fuerzas de JDA que están reduciendo su número, ganando su confianza.
Con sus fuerzas construidas, las misiones finales implican asaltar la cúpula y evitar que el JDA pueda evacuar. Si tiene éxito, los Sprawlers se convertirán en la fuerza dominante y el JDA será severamente lisiado o destruido.

## Recepción
Dark Reign 2 tuvo un rendimiento comercial inferior, y los periodistas Mark Asher y Tom Chick notaron que "ni siquiera llegó a las listas de PC Data". Escribiendo para CNET Gamecenter, Asher informó en septiembre de 2000 que las ventas del juego en los Estados Unidos habían alcanzado las 9,770 unidades, lo que generó ingresos de $ 443,406. Él comentó: "Activision tiene que estar decepcionado con eso".
- Datos: Q3016257